# Chiesa degli Angeli Custodi (Baselga di Piné)
La chiesa degli Angeli Custodi è una chiesa cattolica situata a Ricaldo, frazione di Baselga di Piné, in Trentino, risalente al XVIII secolo; è sussidiaria della parrocchiale di Santa Maria Assunta di Baselga e fa parte dell'arcidiocesi di Trento.

## Storia

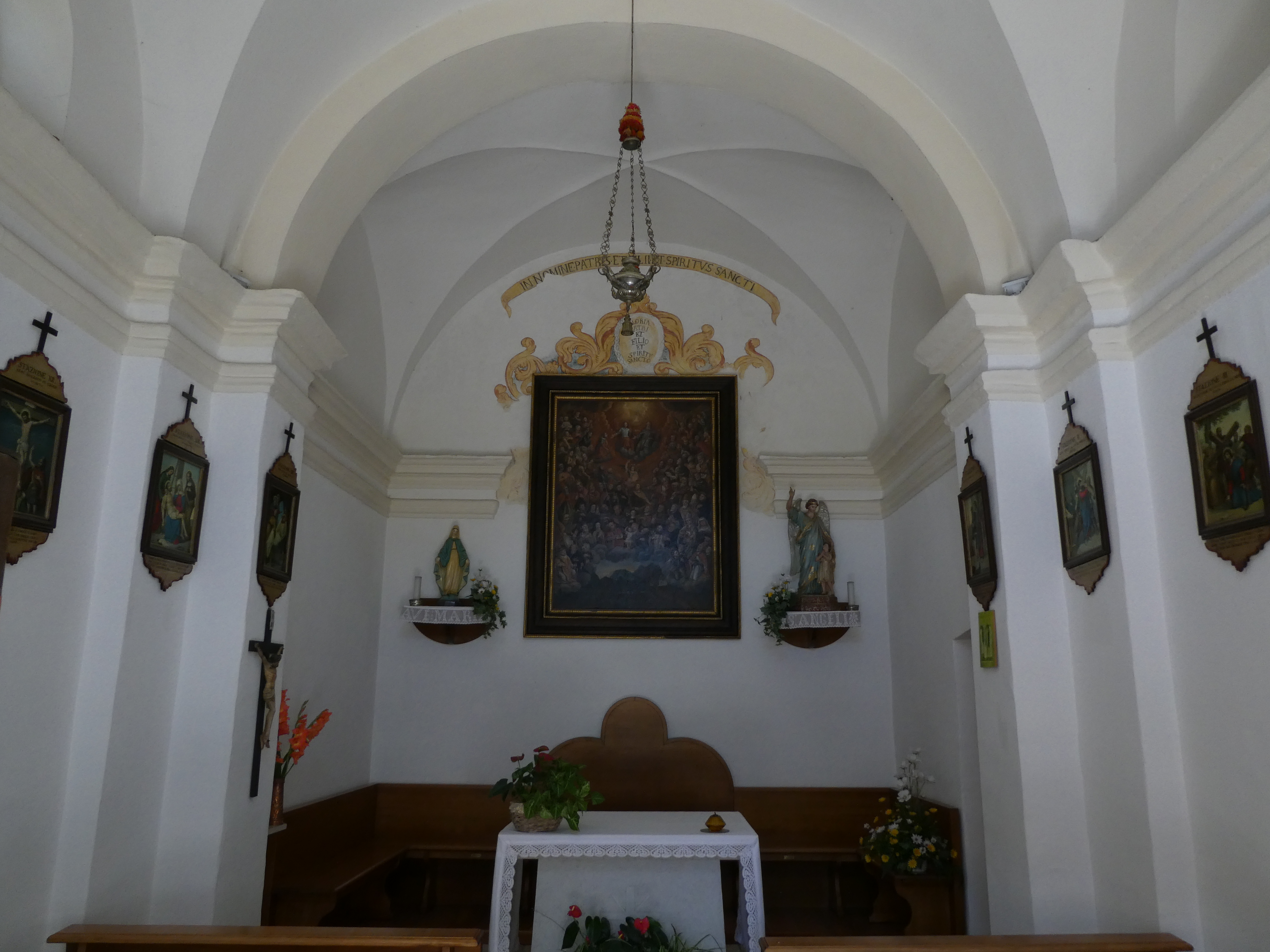
Interno

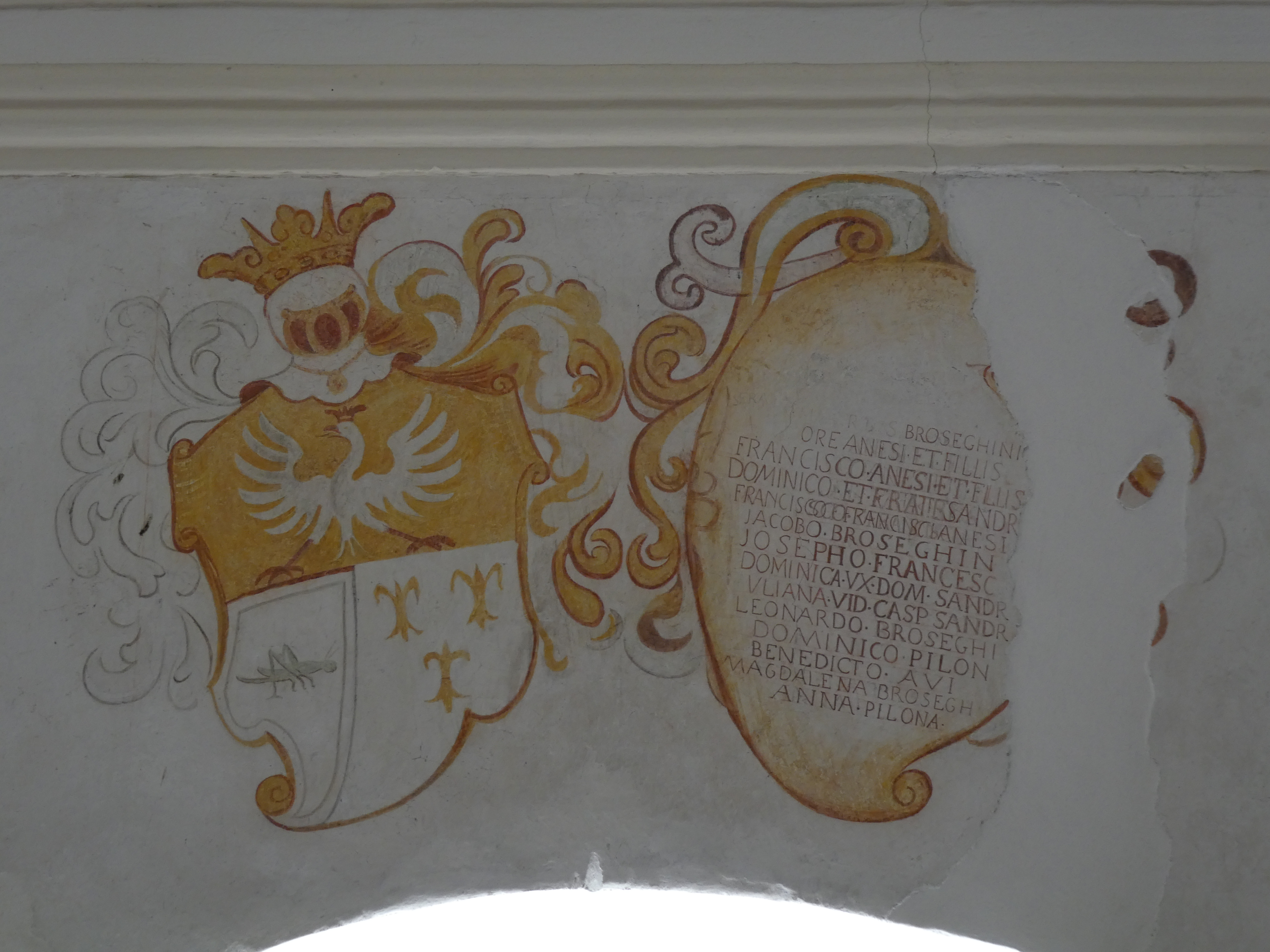
Affresco in controfacciata, con lo stemma della famiglia Schreck e i nomi dei paesani che contribuirono alle spese di erezione

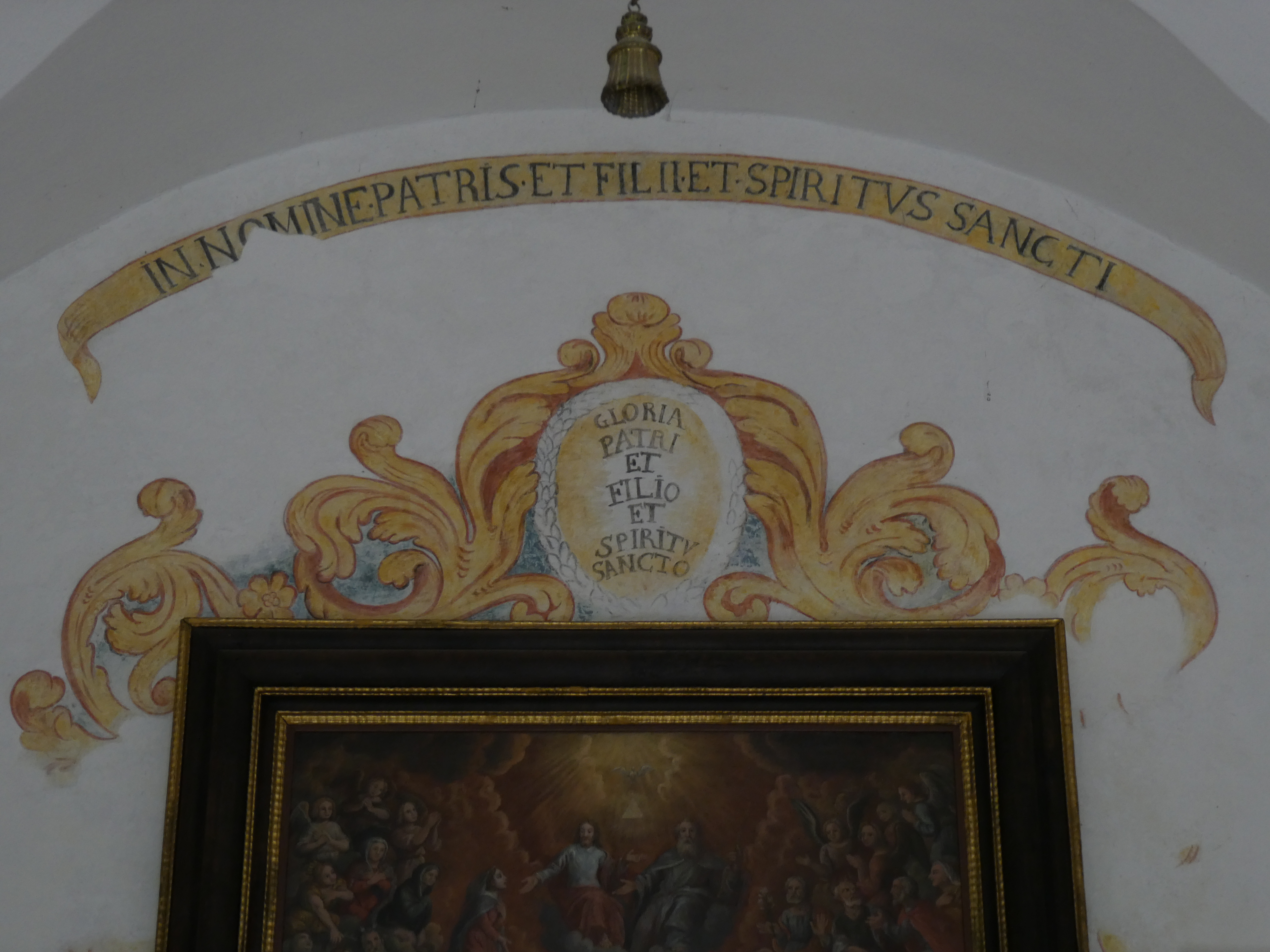
Affresco sulla parete di fondo

La costruzione della chiesa avvenne nel 1714 in seguito a un contratto firmato l'anno precedente tra Ferdinando Schreck e i capifamiglia del piccolo paese di Ricaldo; la torre campanaria venne eretta oltre due secoli più tardi, nel 1922. Gli Schreck erano una famiglia nobile bavarese, originaria di Donaustauf, che giunse a Trento intorno al 1650 e che acquisì poi diritti di decima nell'altopiano di Piné.
Dalla seconda metà del XX secolo sono stati effettuati alcuni restauri: quello del campanile nel 1952, e quello dell'intero edificio nel 1983, che ha incluso il rifacimento delle coperture (anche quelle del campanile) e la ritinteggiatura delle pareti esterne. L'ultimo ciclo di restauri conservativi è stato messo in atto nel 2000, e si sono risanate e tinteggiate nuovamente le pareti, si è sistemato l'impianto elettrico e sono stati riscoperti e valorizzati gli affreschi settecenteschi. Oltre a questo, nel 1968 è stato realizzato l'adeguamento liturgico, principalmente aggiungendo l'altare verso il popolo.

## Descrizione

### Esterno
Orientata verso nord-ovest, la piccola chiesa si trova nel centro abitato di Ricaldo, in via degli Angeli Custodi, ossia l'antica strada che attraversava il paese congiungendolo a Baselga a sud-ovest, e Sternigo a nord-est. Si presenta con facciata a capanna preceduta da una doppia scalinata in porfido, aperta dal portale architravato e da tre finestre, due quadrate ai lati dell'ingresso, e una a lunetta in alto al centro; un'altra finestra a lunetta illumina l'interno sul lato sinistro (una finestra gemella, su quello destro, venne chiusa con l'erezione del campanile). La struttura è realizzata in muratura in pietrame intonacata, e il tetto è fatto in lastre di porfido. Sulla parte sinistra della facciata è inoltre dipinta una meridiana
Il campanile si erge contro il fianco destro dell'edificio: si tratta di una torre a base quadrata, in muratura intonacata, con cella campanaria aperta da bifore; la cima, caratterizzata su ogni lato da frontoni triangolari con oculo, termina con una cuspide piramidale rivestita in lamiera, sormontata da un angioletto in ferro battuto reggente una croce. Dietro al campanile emerge il volume della sagrestia.

### Interno
L'interno consta di un'aula rettangolare, a navata unica, e di un presbiterio rettangolare, introdotto da un arco santo e rialzato di un gradino; entrambi gli ambienti, che assieme occupano circa 7x4 metri, sono voltati a crociera e pavimentati in lastre di pietra calcarea, e percorsi da un cornicione marcapiano sorretto da paraste agli angoli, che s'interrompe in corrispondenza della pala d'altare. Sul lato destro del presbiterio si trova la porta d'accesso alla sagrestia.
L'interno è ornato dai quattordici dipinti ad olio delle stazioni della via Crucis, realizzati nel 1823, e da due decorazioni ad affresco, riemerse duranti i restauri del 2000: in controfacciata sono dipinti due scudi, uno con lo stemma della famiglia Schreck (con aquila nella metà superiore, e cavalletta e tre gigli in quella inferiore) e l'altro con i nomi dei paesani che contribuirono alla costruzione della chiesa (in realtà leggermente diversi da quelli riportati sul contratto settecentesco); sulla parete di fondo vi sono le iscrizioni latine della formula trinitariana e del Gloria al Padre con contorno di girali vegetali.

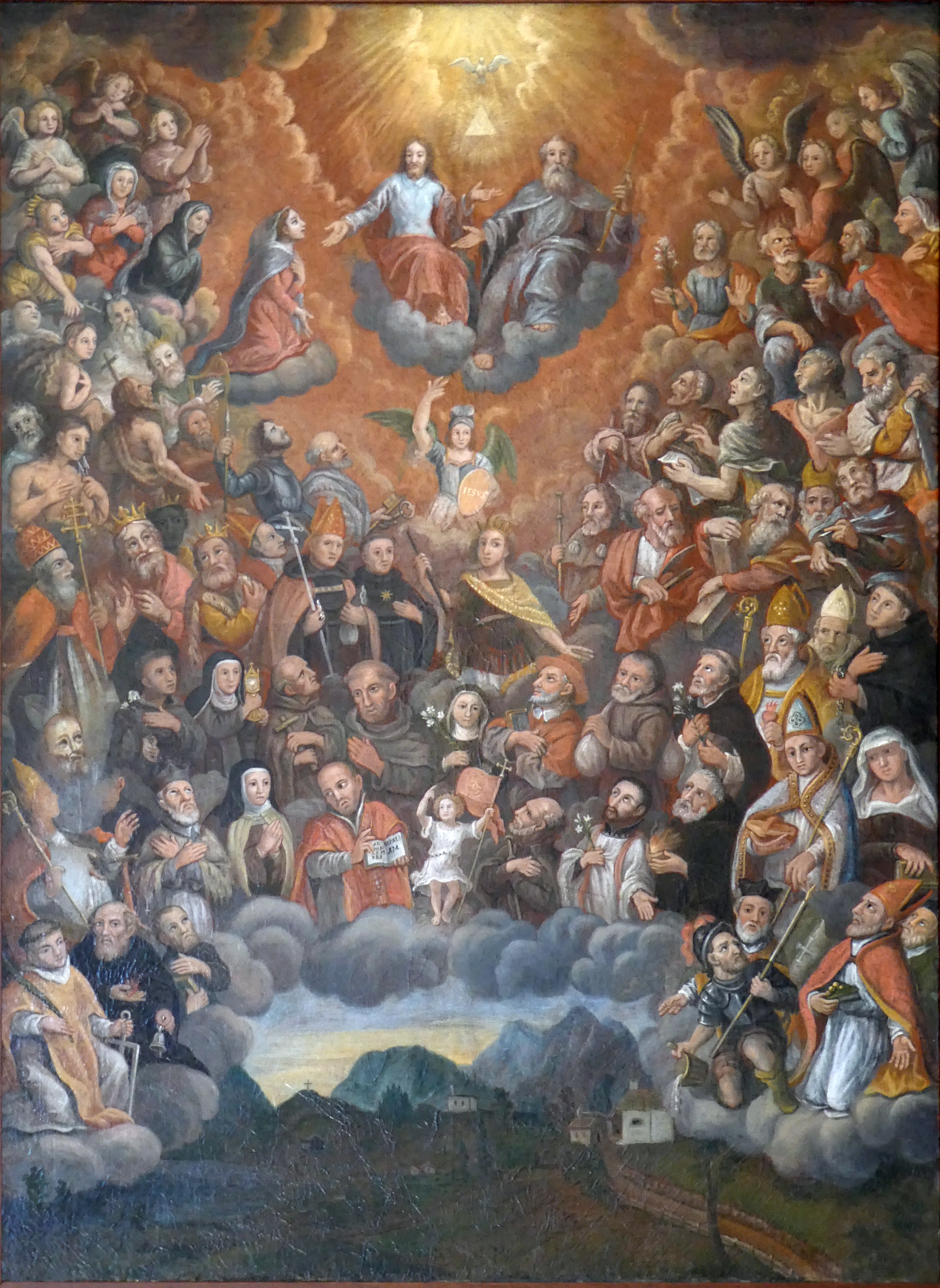
Il quadro raffigurante la Corte celeste

La pala d'altare è un quadro coevo alla chiesa, di autore incerto (probabilmente un sacerdote, e forse Giuseppe Alberti), grande 174x127 cm, raffigurante la Corte celeste, ossia una schiera di santi al cospetto della santa Trinità. In alto al centro si trovano quindi le figure di Dio, di Gesù Cristo e dello Spirito Santo, con un occhio della provvidenza, verso le quali si protende, inginocchiata su una nube, la Vergine Maria. Intorno ad essi vi sono altre settanta figure circa; alcune di esse non sono identificate, ma nella maggioranza è possibile riconoscere una pletora di angeli, santi e sante: tra questi spiccano in particolare san Michele (al centro del quadro), che era patrono della Magnifica Comunità Pinetana, e il Simonino (in basso al centro), il cui culto come martire era molto vivo all'epoca. La parte inferiore del dipinto contiene una veduta della zona, con la chiesa di Ricaldo in primo piano, la vecchia pieve di Piné più indietro, e il lago della Serraia sulla sinistra.
Tra le suppellettili in dotazione alla chiesa figura un calice gotico quattrocentesco in argento dorato, di proprietà degli Schreck, in origine dono dell'imperatore Massimiliano alla chiesa di San Pietro di Trento, le cui iscrizioni fanno riferimento alla figura del Simonino.